# Beatrice (Nebraska)
Beatrice és una població dels Estats Units a l'estat de Nebraska. Segons el cens del 2007 tenia 12.700 habitants.

## Demografia
Segons el cens del 2000, Beatrice tenia 12.496 habitants, 5.395 habitatges, i 3.301 famílies. La densitat de població era de 643,3 habitants per km².
Dels 5.395 habitatges en un 28,2% hi vivien nens de menys de 18 anys, en un 49,8% hi vivien parelles casades, en un 8,7% dones solteres, i en un 38,8% no eren unitats familiars. En el 33,9% dels habitatges hi vivien persones soles el 17,7% de les quals corresponia a persones de 65 anys o més que vivien soles. El nombre mitjà de persones vivint en cada habitatge era de 2,24 i el nombre mitjà de persones que vivien en cada família era de 2,87.
Per edats la població es repartia de la següent manera: un 23,4% tenia menys de 18 anys, un 8,4% entre 18 i 24, un 25,5% entre 25 i 44, un 21,4% de 45 a 60 i un 21,3% 65 anys o més.
L'edat mediana era de 40 anys. Per cada 100 dones de 18 o més anys hi havia 84,7 homes.
La renda mediana per habitatge era de 33.735$ i la renda mediana per família de 42.472$. Els homes tenien una renda mediana de 29.976$ mentre que les dones 21.303$. La renda per capita de la població era de 17.816$. Aproximadament el 7% de les famílies i el 9,5% de la població estaven per davall del llindar de pobresa.

## Poblacions més properes
El següent diagrama mostra les poblacions més properes.